# 荻原要
荻原 要（おぎわら かなめ、1981年10月24日 - ）は、日本のラグビー選手。

## プロフィール
- 群馬県高崎市出身。
- ポジションはフッカー(HO)。
- 身長 174cm、体重 100kg
- ニックネームはカナメ。
- 関東代表に選ばれたことがある[1]。

## 略歴
ラグビーを始めた動機は父親の知り合いがラグビークラブのコーチをしていたことから。
2000年、東農大二高校卒業後、同志社大学に入る。なお東農大二高校時代、主将を務め、高校日本代表に選ばれたことがある。
2004年、同志社大学卒業後、クボタスピアーズに加入。同年9月19日に行われたジャパンラグビートップリーグ第1節の近鉄ライナーズ戦に途中出場ながら公式戦初出場を果たす。 
2009年、クボタスピアーズの主将に就任した。
2014年9月21日に行われたヤマハ発動機ジュビロ戦でトップリーグ100試合出場を達成。
2017年、クボタスピアーズを退団した。